# Francis Yohana Kalabat
Frank Yohana Kalabat (Kuwait, 13 de maio de 1970) é um ministro kuwaitiano e bispo católico caldeu de Saint Thomas, o apóstolo de Detroit.
Frank Kalabat recebeu o Sacramento da Ordem em 5 de julho de 1995 do Bispo Ibrahim Namo Ibrahim de São Tomé Apóstolo de Detroit.
Em 3 de maio de 2014, o Papa Francisco o nomeou Bispo de São Tomé Apóstolo de Detroit. O patriarca católico caldeu da Babilônia, Louis Raphaël I Sako, o consagrou bispo em 14 de junho do mesmo ano; Os co-consagradores foram o Arcebispo de Detroit Allen Vigneron e o Bispo Emérito de Saint Thomas, o Apóstolo de Detroit Ibrahim Namo Ibrahim.
Em 9 de agosto de 2017, o Papa Francisco nomeou Kalabat como administrador da Eparquia de Addai de Toronto.